# نيكولاس يونغ (رجل أعمال)
نيكولاس يونغ (بالإنجليزية: Nicholas Young)‏ هو لاعب كرة قاعدة وشخصية أعمال أمريكي، ولد في 12 سبتمبر 1840 في Amsterdam (town), New York ‏ في الولايات المتحدة، وتوفي في 31 أكتوبر 1916.